# Wakea madinika
Wakea madinika е вид жаба от семейство Мадагаскарски жаби (Mantellidae).

## Разпространение
Видът е разпространен в Мадагаскар.